# Potentialutjämning

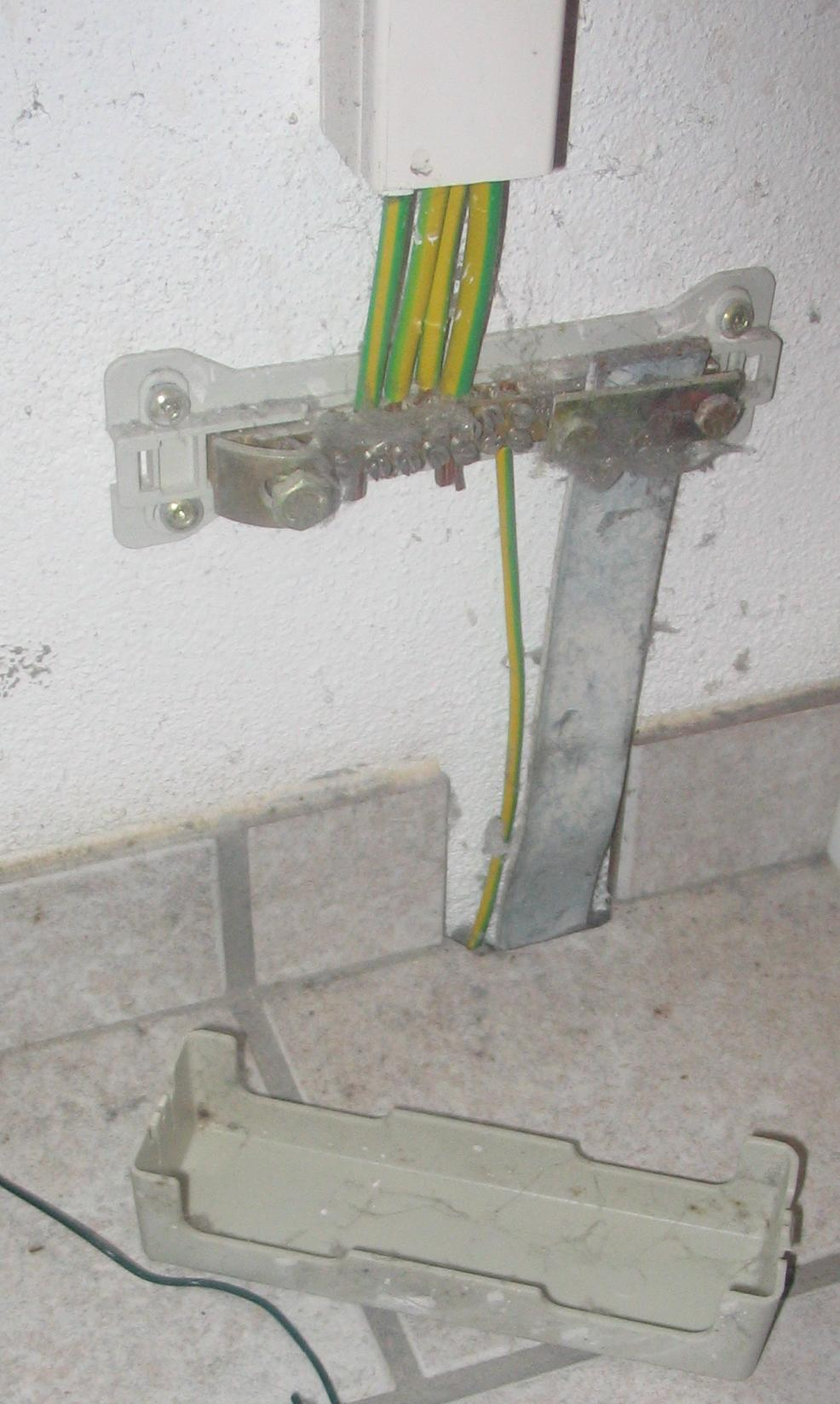
Potentialutjämningsskena

Potentialutjämning är en elektrisk förbindning som medför att utsatta delar och främmande ledande delar får i stort sett samma elektriska potential (det vill säga spänning i förhållande till jord). Detta uppnås med hjälp av en spänningsreferens, genom att ansluta alla ledande delar i anläggningen till samma kopplingspunkt. Till detta används en potentialutjämningsskena. Även om anslutningen till en avlägsen jord bryts kommer en närvarande individ att vara skyddad från farliga potentialskillnader.
I elinstallationsreglerna SS 436 40 00 (samt i ELSÄK-FS 1999-5) återfinns i kapitel 413 förutom potentialutjämning även begreppen huvudpotentialutjämning och kompletterande potentialutjämning. 

## Förklaring

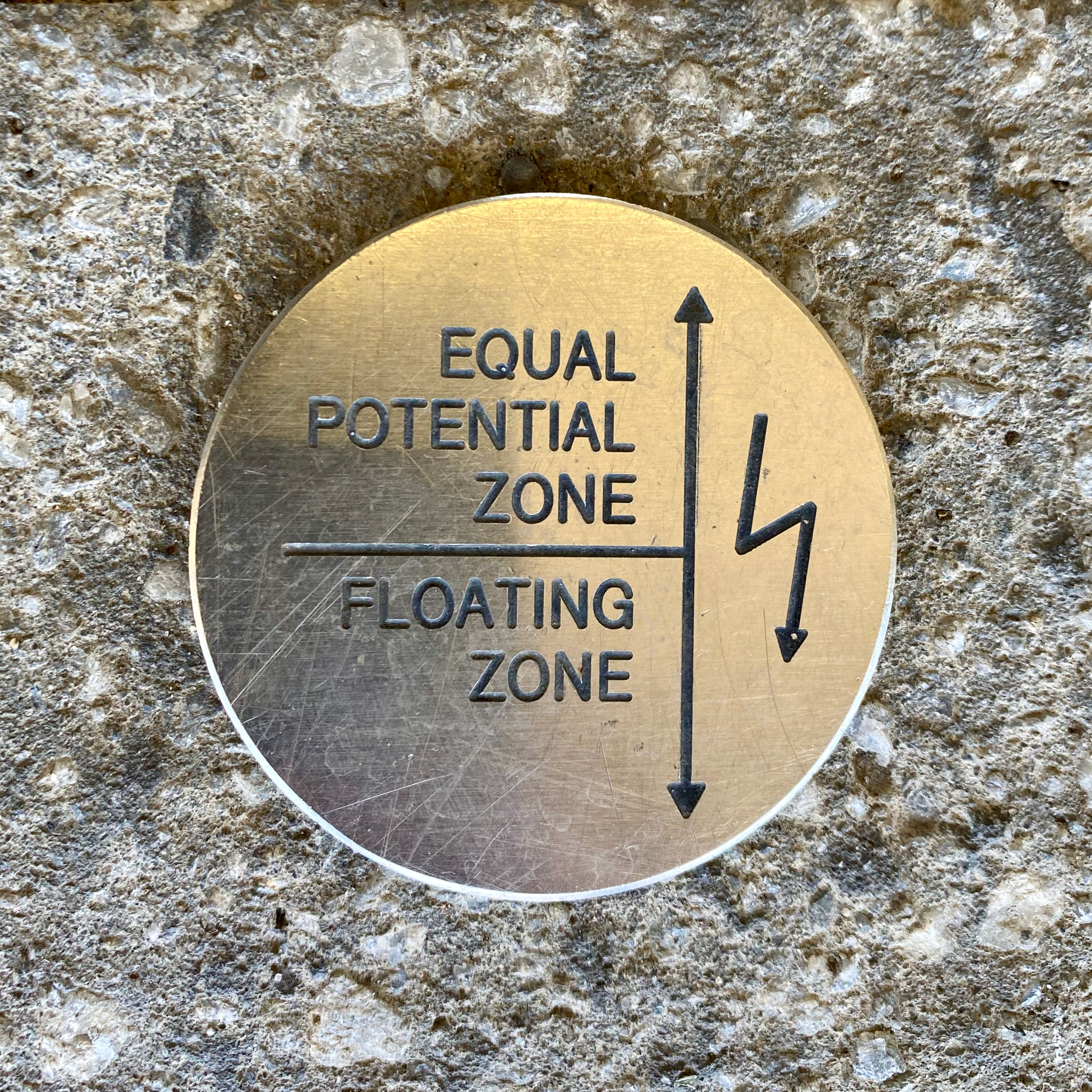
Anslag på tågstationen i Melbourne som visar område där alla metallföremål har samma elektriska potential

I en byggnad med elektricitet är det av säkerhetsskäl normalt att koppla ihop alla metallföremål som rör till elnätet för att bilda en ekvipotentialzon. Detta görs i Storbritannien eftersom många byggnader är försedda med ett TN−C−S jordsystem där noll- och jordledarna kombineras. Nära elmätaren är denna ledare uppdelad i två, jord och neutral samlingsskena i konsumentenheten. Om jordanslutningen till nollan bryts, kommer alla ledningar och andra föremål som är bundna till nollan att strömförsörjas med nätspänningen. Exempel på artiklar som kan sammanfogas är metalliska vattenrörsystem, gasledningar, kanaler för centralvärme och luftkonditioneringssystem och exponerade metalldelar av byggnader såsom ledstänger, trappor, stegar, plattformar och golv. En person som vidrör det ojordade metallhöljet på en elektrisk anordning, samtidigt som den är i kontakt med ett metallföremål som är anslutet till fjärrjord, utsätts för risk för elektriska stötar om enheten har ett fel. Om alla metallföremål är anslutna kommer alla metallföremål i byggnaden att ha samma potential. Det kommer då inte att vara möjligt att få en elstöt genom att röra vid två "jordade" föremål samtidigt.
Koppling är särskilt viktigt för badrum, simbassänger och fontäner. I pooler och fontäner måste alla metallföremål (andra än ledare i strömkretsen) över en viss storlek sammanbindas för att säkerställa att alla ledare har samma potential. Eftersom den är nedgrävd i marken kan en pool vara en bättre jord än elpanelens jord. Med alla ledande element sammanbundna är det mindre troligt att en elektrisk ström hittar en väg genom en simmare. I betongpooler måste även betongens armeringsjärn anslutas till limningssystemet för att säkerställa att inga farliga potentialgradienter uppstår under ett fel.

## Hur jorden skyddar
I ett system med en jordad (jordad) nolla, kommer anslutning av alla icke-strömförande metalldelar av utrustningen till jord på huvudservicepanelen att säkerställa att ström på grund av fel (som en "het" ledning som rör enhetens ram eller chassi) kommer att ledas till jord. I ett TN-system där det finns en direkt anslutning från installationsjorden till transformatorns nolla, kommer jordning att tillåta grenkretsens överströmsskydd (en säkring eller strömbrytare) att upptäcka felet snabbt och avbryta kretsen. 
I fallet med ett TT-system där impedansen är hög på grund av avsaknad av direkt anslutning till transformatorn måste en jordfelsbrytare (RCD) användas för att ge frånkoppling. Jordfelsbrytare används också i andra situationer där snabb frånkoppling av små jordfel (som en människa som rör en strömförande ledning av misstag eller skada) är önskvärd.

## Potentialutjämning
Potentialutjämning innebär att metalliska objekt elektriskt kopplas så att de är på samma spänning överallt. Exakta regler för elinstallationer varierar beroende på land, ort eller elbolag som levererar.
Potentialutjämning görs från  platsendär distributionsledningarna kommer in i byggnaden till inkommande vatten- och gastjänster. Det görs också i badrum där all exponerad metall som lämnar badrummet inklusive metallrör och jordar i elektriska kretsar måste bindas samman för att säkerställa att de alltid har samma potential. Isolerade metallföremål, inklusive metalldelar som matas med plaströr, behöver inte bindas med undantag för konstruktioner med metallreglar och ramar som ses i många lägenheter och kontors-/kommersiella byggnader.

## Flygplans elektriska potentialutjämning
I flygplan förhindrar elektrisk sammankoppling att elektricitet byggs upp som kan störa radio- och navigationsutrustning. Sammanbinding ger också åskskydd genom att låta strömmen passera genom flygkroppen med minimal ljusbåge samt förhindrar farliga statiska urladdningar i flygplansbränsletankar och slangar.